# Peter Seimer
Peter Seimer (* 19. September 1993 in Böblingen) ist ein deutscher Politiker (Bündnis 90/Die Grünen) und seit 2021 Abgeordneter im Landtag von Baden-Württemberg.

## Leben
Seimer machte sein Abitur am Schönbuch-Gymnasium Holzgerlingen. Er studierte von 2012 bis 2015 Wirtschafts- und Steuerrecht an der Hochschule für öffentliche Verwaltung und Finanzen Ludwigsburg mit Abschluss als Bachelor of Laws. Nach dem Studium war er persönlicher Mitarbeiter des baden-württembergischen Landtagsabgeordneten Bernd Murschel. Von 2016 bis 2017 war er Finanzbeamter tätig. Er hat seit 2020 eine Zulassung als Steuerberater. Von 2018 bis 2021 war er als Steuerfahnder in Stuttgart tätig.

## Politik
Seimer trat 2013 in die Partei Bündnis 90/Die Grünen ein und gehörte von 2017 bis 2019 deren Landesvorstand in Baden-Württemberg an. Von 2015 bis 2018 war er Sprecher des Kreisverbands Böblingen der Grünen. Bei der Landtagswahl in Baden-Württemberg 2021 erhielt er das Erstmandat im Wahlkreis Leonberg.